# Dysglyptogona
Dysglyptogona là một chi bướm đêm thuộc họ Erebidae.